# RAZAM
RAZAM (бел. «Razam», бел. «Разам», рус. «Вместе») — международное движение солидарности белорусов, представленное независимыми организациями в разных странах мира.

## История движения RAZAM
Впервые движение «Разам» возникло в Минске в марте 2006 года во время протестов оппозиции на фоне президентских выборов 2006 года.
Своей основной задачей в тот период движение обозначило содействие солидарности всех общественных инициатив, в первую очередь предпринимательских и культурологических, направленных на демократическое развитие Республики Беларусь.
Движение «Разам» было зарегистрировано в Чехии, Польше, Литве и на Украине.
Движение в нынешнем его формате начало формироваться после президентских выборов в 2020 году, официальные результаты которых не были признаны многими странами и международными организациями. На фоне народного протеста внутри страны в ряде стран за рубежом появились независимые волонтёрские организации выходцев из Республики Беларусь под идентичным названием «RAZAM». Участники движения проводят акции солидарности, продвигают белорусскую повестку в мировых СМИ и в соцсетях, пишут петиции и обращения к политикам и сотрудничают с правозащитными организациями. 